# Оптимізатори
«Оптимізатори» (нім. Die Optimierer) — дебютний антиутопічний науково-фантастичний роман німецької письменниці Терези Ганніг, опублікований 2017 року.
Події роману розгортаються в Мюнхені 2052 року, головний герой — Самсон Фрайтаг, молодик, який працює на державну установу зі спостереження.

## Сюжет
Європейський Союз давно розвалився, але існує Федеративна Республіка Європи, яка складається з Німеччини та інших держав. Як частина так званої оптимальної економіки добробуту, держава стежить і вирішує, щоб люди брали на себе призначені для них ролі в суспільстві, але водночас гарантує, що люди похилого віку та інші особи, які не дуже корисні для економічного розвитку, були виключені з суспільства або навіть доведені до самогубства. Повсякденне життя людей характеризується високим ступенем стеження з боку державних органів.
Молодий чоловік на ім'я Самсон Фрайтаг також представляє державу та її інтереси. Він — провідний радник у цій галузі. На відміну від батьків та своєї дівчини Мелані, він ідеологічно повністю на боці держави, навіть незважаючи на те, що частково страждає від своєї роботи, зокрема, йому приносить фізичний біль носіння т. зв. інклюзивного приймача в кришталику ока. Через різні політичні погляди, а також через загальну відсутність спільних поглядів, Мелані розлучається з ним. Самсон випадково дізнався, що Еркан Безер, один із його попередніх клієнтів, а зараз лідером партії Оптимізації, яка бере участь у федеральних виборах, надав неправдиву інформацію під час життєвого консультування, то повідомляє про це своєму начальству.
Одного разу Фрайтаг дізнається, що один з його останніх клієнтів покінчив життя самогубством, порадившись перед відчайдушним кроком з ним. Незважаючи на переконання в тому, що він не помилився і діяв згідно з рекомендаціями агентства власного програмного забезпечення, він відсторонений від роботи та отримує психіатричне лікування. На час лікування втрачає різні права, зокрема право на відтворення. Підпільна організація, яка критикує уряд та існуючу політичну систему, хоче схилити його до замаху на кандидата на пост канцлера Ерджана Безера, але Самсон відмовляється, посилаючись на надію, що система врятує його. Після того, як він заснув напередодні федеральних виборів, знову прокинувся лише через три тижні по їх завершенню. Незабаром він усвідомлює, що відтоді помер як людина й тепер продовжує існування як робот. Еркан Безер переміг на виборах і править диктаторським способом.

## Головні теми
В інтерв’ю авторка зазначила, що розуміє політичні наслідки роману і бажає показати, «куди він може привести, коли збирається все більше даних», а саме втрату свободи, якщо, наприклад, до влади прийде екстремістська партія.

## Відгуки
У рецензії для Deutschlandfunk Kultur Елен Горгіс порівняла роман із роботою 1984 Джорджа Оруелла, у традиції якого він й написаний. Гасло, використане в романі «Кожен на своєму місці!» нагадує цинічний девіз «У кожного своє» біля воріт концтабору Бухенвальд. Горгіс позитивно відзначила, що «Оптимізатор» став «важливим романом у наш час». Ганніг підхоплює читачів з того місця, де вони перебувають, і вміло спрямовує до жахливого кінця. Їй вдається перенести тему Орвелла про тоталітарний режим у сучасність, не будучи повчальним, і, таким чином, у розумний спосіб застерегти від необережного сприйняття нових технологій.
У рецензії для радіостанції WDR 4 Стефан Кайм зазначив, що Ганніг створила в романі «захопливий світ», «який близький до нашої реальності». Це «інтелектуальний, вдумливий роман про почуття в технічно високорозвинений час».
В інтернет-журналі Literaturkritik.de рецензент Рольф Льохель оцінив роман як «не надто оригінальний» і «ще одна антиутопія відомого дизайну». Однак в авторки є деякі – менш важливі для сюжету – «цікаві ідеї» на кшталт «вікіфікації» (яку вона класифікує в контексті перевірки та фальсифікації) державою сумнівних фактів, що сприяють насолоді від читання. Стиль оповіді роману «плавний і без химерних метафор», але водночас без «особливої естетичної насолоди». Загалом, роман не шедевр, а «досить прохідний дебют».
На Франкфуртському книжковому ярмарку 2016 Тереза Ганніг отримала першу в історії премію Стефана Люббе за рукопис роману. На Лейпцизькому книжковому ярмарку 2018 року «Оптимізатори» удостоєний премії фантастичної літератури «Сераф» за найкращий дебютний роман.
У червні 2019 року в театрі «Соціальний театр» у Дрездені відбулася прем’єра сценічної версії роману від режисера Нікола Бремера. Самсона Фрайтага зіграв Гауке Дікамп, а актори Фрідерік Паш і Александр Ганц зіграли різних героїв.

## Видання
- Die Optimierer, Bastei Lübbe, Köln 2017, ISBN 978-3-404-20887-6 (М’яка обкладинка), ISBN 978-3-7325-3976-5 (E-Book)
- Die Optimierer, Audible Studios, Berlin 2018, (аудіокнига прочитана Ріхардом Баренбергом)

## Продовження
У 2019 році вийшов роман під назвою «Недосконалий» як продовження «Оптимізатора». Події нового роману розгортаються через п’ять років після завершення сюжету «Оптимізатора». Його головною героїнею є Ліла, яка відігравала роль другого плану в «Оптимізаторах» як лідера системно-критичної підпільної організації. У романі-продовженні Самсон Фрайтаг, переродившись у робота, стає свого роду рятівником, якому люди поклоняються як богу.